# فهرست جایزه‌ها و نامزدی‌های هری استایلز
هری استایلز خواننده، ترانه سرا و بازیگر انگلیسی است که برنده 62 جایزه از 193 نامزدی شده است. حرفه او در موسیقی در سال 2010 به عنوان عضوی از گروه پسرانه وان دایرکشن آغاز شد که جوایز و نامزدهای متعددی را دریافت کردند. استایلز برنده سه جایزه BMI لندن برای نوشتن آهنگ مشترک برای گروه شده است. پس از وقفه نامشخص گروه در سال 2016 او یک قرارداد ضبط انفرادی با کلمبیا رکوردز امضا کرد و اولین تک آهنگ خود، "نشانه زمان" را در سال بعد منتشر کرد. این اثر برنده جایزه بریت برای بهترین ویدیوی سال بریتانیا و جایزه موسیقی IHeartRadio برای بهترین موزیک ویدیو شد. 
او اولین آلبوم استودیویی خود را در سال 2017 منتشر کرد که جایزه ARIA را برای بهترین هنرمند بین المللی به ارمغان آورد.
در سال 2019، دومین آلبوم استودیویی استایلز، خط باریک، با انتشار دو تک آهنگ، "چراغا روشن" و "ستودن تو" انجام شد. اولی برنده بهترین آهنگ در جوایز جهانی 2020 شد، در حالی که دومی سه نامزدی در جوایز موسیقی ویدئویی MTV 2020 به دست آورد. فاین لاین برنده جایزه موسیقی آمریکا برای آلبوم محبوب پاپ/راک و جایزه جونو برای آلبوم بین‌المللی سال شد و نامزدی برای آلبوم سال بریتانیا در جوایز بریت 2020 دریافت کرد.
در شصت و سومین جوایز سالانه گرمی، استایلز در سه بخش از جمله بهترین آلبوم آواز پاپ برای خط زیبا و بهترین موزیک ویدیو برای "تو را دوست دارم" نامزد شد. چهارمین تک آهنگ از فاین لاین به نام «شیرینی هندوانه» برنده بهترین اجرای تک نفره پاپ در همان مراسم شد. در سال 2020، استایلز جایزه موسیقی برای موفقیت در نمودار بیلبورد را در مراسم جوایز موسیقی بیلبورد دریافت کرد.
خارج از موسیقی، استایلز در فیلم جنگی حماسی کریستوفر نولان، دانکرک (فیلم ۲۰۱۷) بازی کرد، که برای آن دو نامزدی، برای گروه بازیگری در جوایز فیلم انتخاب منتقدان و جوایز انجمن منتقدان فیلم منطقه واشنگتن دی سی دریافت کرد. او همچنین برای مد پر زرق و برق خود شناخته شده است، که برای آن یک جایزه مد و شش جایزه انتخاب نوجوانان را دریافت کرده است.
این فهرست درباره جایزه‌ها و نامزدی‌های دریافت‌شده توسط خواننده-ترانه‌سرا و بازیگر انگلیسی هری استایلز است.

## جوایز موسیقی آمریکا
جوایز موسیقی آمریکا (اِی اِم اِی) یک مراسم سالانه جوایز موسیقی آمریکایی است که توسط دیک کلارک در سال ۱۹۷۳ ایجاد شده‌است. این مراسم با نظرسنجی از مردم و خریداران موسیقی تعیین می‌شود. استایلز یک جایزه دریافت کرده‌است.
| سال  | نامزدی / اثر | جایزه                 | نتیجه | م.    |
| ---- | ------------ | --------------------- | ----- | ----- |
| ۲۰۲۰ | خط باریک     | آلبوم پاپ/راک برگزیده | برنده | [ ۲ ] |

## جوایز موسیقی A R I A اِی آر آی اِی

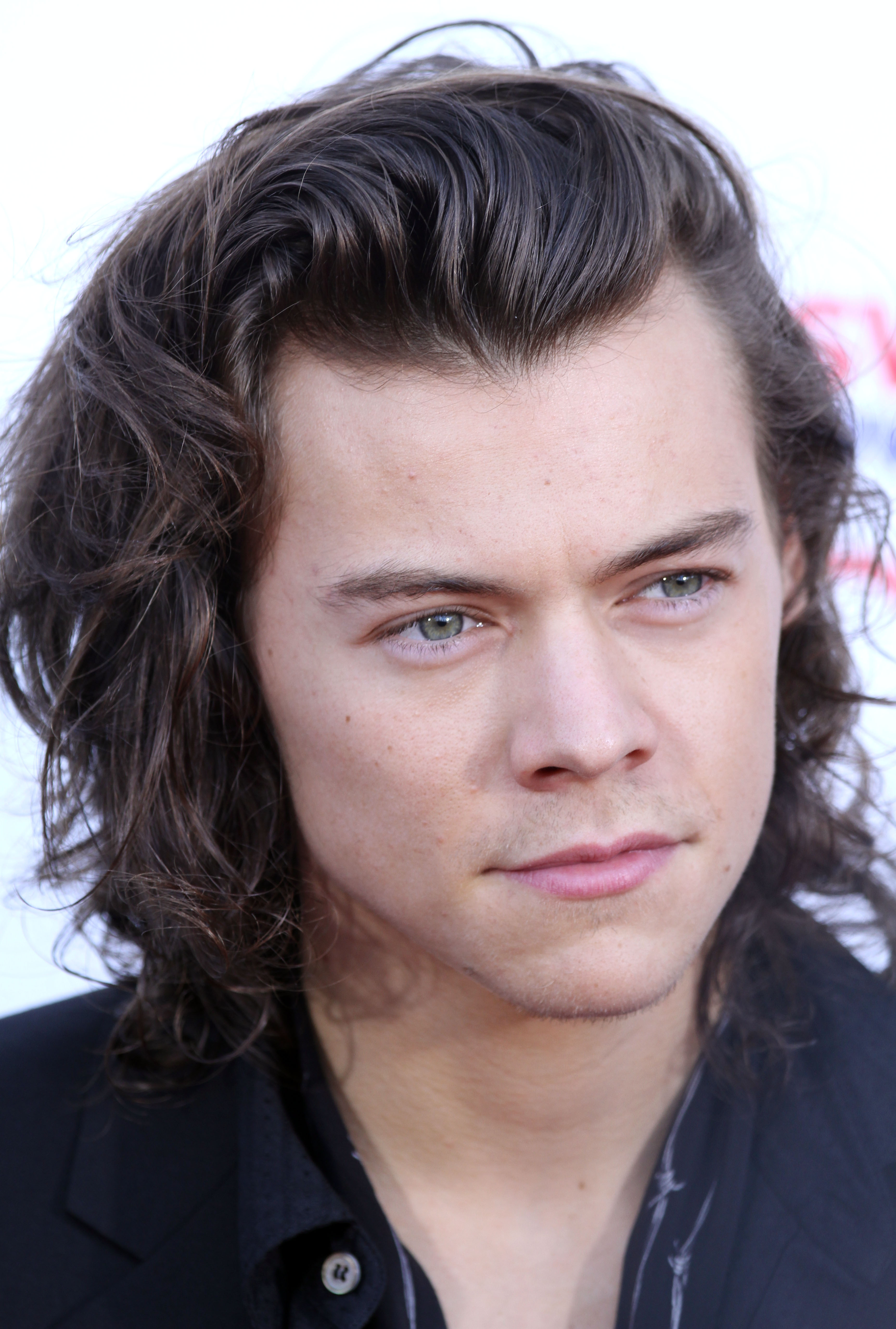
استایلز در جوایز موسیقی ای‌آرآی‌ای ۲۰۱۴

جوایز موسیقی اِی آر آی اِی سالانه توسط انجمن صنعت ضبط استرالیا (اِی آر آی اِی) برگزار می‌شود، تا از برتری و نوآوری تمام سبک‌های موسیقی استرالیایی قدردانی کند. استایلز دو جایزه دریافت کرده‌است.
| سال  | نامزدی / اثر | جایزه                   | نتیجه | م.    |
| ---- | ------------ | ----------------------- | ----- | ----- |
| ۲۰۱۷ | هری استایلز  | بهترین هنرمند بین‌المللی | برنده | [ ۴ ] |
| ۲۰۲۰ | خط باریک     | بهترین هنرمند بین‌المللی | برنده | [ ۵ ] |

## جوایز موسیقی بی‌بی‌سی
جوایز موسیقی بی‌بی‌سی یک مراسم اهدای جوایز موسیقی است،که توسط سازمان پخش بریتانیا (بی‌بی‌سی) برگزار می‌شود. استایلز نامزد دریافت این جایزه در سال 2017 شده‌است.
| سال  | نامزدی / اثر | جایزه      | نتیجه    | م.    |
| ---- | ------------ | ---------- | -------- | ----- |
| ۲۰۱۷ | هری استایلز  | هنرمند سال | نامزدشده | [ ۷ ] |

## جوایز موسیقیبیلبورد
جوایز موسیقی بیلبورد برای قدردانی هنرمندان از عملکرد تجاری در ایالات متحده، براساس جدول‌های ضبط منتشرشده توسط بیلبورد برگزار می‌شود. استایلز یک جایزه دریافت کرده‌است.
| سال  | نامزدی / اثر | جایزه                      | نتیجه | م.    |
| ---- | ------------ | -------------------------- | ----- | ----- |
| ۲۰۲۰ | هری استایلز  | جایزه دستاورد جدول بیلبورد | برنده | [ ۹ ] |

## جوایز گرمی
| سال  | آثار          | جایزه                    | نتیجه     |
| ---- | ------------- | ------------------------ | --------- |
| 2021 | sugar melon   | بهترین اجرای انفرادی پاپ | برنده شده |
| 2021 | adore you     | بهترین موزیک ویدیو       | نامزد شده |
| 2021 | Fine Line     | بهترین آلبوم آواز پاپ    | نامزد شده |
| 2023 | As It Was     | رکورد سال                | نامزد شده |
| 2023 | As It Was     | آهنگ سال                 | نامزد شده |
| 2023 | As It Was     | بهترین اجرای انفرادی پاپ | نامزد شده |
| 2023 | As It Was     | بهترین موزیک ویدیو       | نامزد شده |
| 2023 | Harry's House | آلبوم سال                | برنده شده |
| 2023 | Harry's House | بهترین آلبوم آواز پاپ    | برنده شده |

## جوایز موسیقی آمریکا
| سال  | آثار        | جایزه                     | نتیجه     |
| ---- | ----------- | ------------------------- | --------- |
| 2020 | Fine Line   | آلبوم پاپ/راک مورد علاقه  | برنده شده |
| 2022 | Himself     | هنرمند سال                | نامزد شده |
| 2022 | Himself     | هنرمند پاپ مرد مورد علاقه | برنده شده |
| 2022 | "As It Was" | موزیک ویدیو مورد علاقه    | نامزد شده |
| 2022 | "As It Was" | آهنگ پاپ مورد علاقه       | برنده شده |

## جوایز پول استار
| سال  | آثار                       | جایزه                      | نتیجه     |
| ---- | -------------------------- | -------------------------- | --------- |
| 2018 | Himself                    | تور پاپ سال                | نامزد شده |
| 2018 | Himself                    | بهترین تیتر جدید           | نامزد شده |
| 2021 | Harry Styles: Love on Tour | تور اصلی سال               | برنده شده |
| 2021 | Harry Styles: Love on Tour | بهترین تور پاپ             | نامزد شده |
| 2023 | Harry Styles: Love on Tour | تور اصلی سال               | برنده شده |
| 2023 | Harry Styles: Love on Tour | مشارکت برند/کمپین زنده سال | برنده شده |
| 2023 | Harry Styles: Love on Tour | جایزه Per Cap              | برنده شده |
| 2023 | Harry Styles: Love on Tour | موسیقی زنده جایزه بهتر است | نامزد شده |
| 2023 | Harry Styles: Love on Tour | اقامت سال                  | برنده شده |
| 2023 | Harry Styles: Love on Tour | تور پاپ سال                | نامزد شده |